# Louise Tillberg
Louise Henrietta Tillberg, född 2 maj 1947 i Solna församling i Stockholms län, är en svensk konstnär, författare och före detta skådespelare. Hon studerade teater vid Calle Flygares och Manja Benkows teaterstudior på 1960-talet och medverkade på Riksteatern i Kaktusblomman 1966 och på Dramaten 1967 i Å vilken härlig fred.
Tillberg utbildade sig vid Konstfack 1980-1985 och har haft ett stort antal utställningar.
Tillberg och hennes familj var under ett års tid, 1988-1989, fosterfamilj för schimpansen Ola, innan han flyttades tillbaka till Ölands djurpark. Ola skulle medverka i en uppsättning av pjäsen Gustav III på Stockholms stadsteater, där Tillbergs man Stephan Karlsén var anställd som skådespelare. Tillberg skrev från 1990 flera barnböcker baserade på erfarenheterna av Ola. Hon har senare engagerat sig för bättre behandling av djur på djurparker.
Som konstnär finns hon bland annat representerad med den Albert Engström-inspirerade skulpturen Koolingen på Eksjö bibliotek och på Göteborgs konstmuseum.

## Filmografi
- 1970 – Kyrkoherden
- 1974 – Sams